# August von Haeften
August Friedrich Karl Ludwig von Haeften (* 12. Juli 1832 in Erprath, Xanten; † 2. August 1871 in Xanten) war ein preußischer Archivar.

## Leben
Von Haeften war als Staatsarchivar tätig am damaligen Provinzial-Archiv, dem späteren Hauptstaatsarchiv in Düsseldorf, das heute ein Teil des Landesarchivs Nordrhein-Westfalen Abteilung Rheinland ist.
Sein Vater war Karl Christian Theodor von Haeften, sein Großvater Wilhelm Ludwig Werner von Haeften, ein Hauptmann a. D. und Xantener Bürgermeister.
Geboren wurde von Haeften im Haus Erprath, einem Rittergut 400 m nordwestlich des heutigen Bundesbahnhofs in Xanten.
Von Haeften heiratete Elisabeth von Hochwächter (* 15. Dezember 1840 in Fürstenberg; † 3. Mai 1916 in Weimar) am 4. August 1863 auf Haus Fürstenberg bei Xanten.
Ihre Kinder waren:
- Carl Otto von Haeften (* 20. Juli 1864 in Düsseldorf)
- Agnes Eugenie von Haeften (* 1. November 1866 in Düsseldorf)
- Gustav Ernst Enno von Haeften (* 19. April 1869 in Hannover; † 7. Januar 1928 in Potsdam)
- Hans Maximilian Gustav von Haeften (* 13. Juni 1870 auf Haus Fürstenberg bei Xanten; † 9. Juni 1937 in Gotha)

August von Haeften ist der Großvater der Widerstandskämpfer Hans Bernd von Haeften (1905–1944) und Werner von Haeften (1908–1944).

## Herausgeberschaften
- Urkunden und Actenstücke zur Geschichte des Kurfürsten Friedrich Wilhelm von Brandenburg / 5. Ständische Verhandlungen. – Band 1: Cleve-Mark, 1869